# Дзюбан Іван Феодосійович
Іва́н Феодо́сійович Дзю́бан (2 лютого 1923, Україна, Костянтинівка — 2008, Київ) — український живописець і графік. Заслужений художник УРСР (1974), член НСХУ (1958).

## Життєпис
В своєму селі закінчив 7 класів неповно-середньої школи, 1937 року в Донецьку почав навчатися в студії при палаці культури, того ж року поступає до Луганського художнього училища.
З початком Другої світової війни працював на Маріупольському заводі ім. Ілліча. З 1943 по 1945 — в лавах Радянської армії, стрілець-автоматник та кавалерист Донського козачого кавалерійського корпусу; двічі поранений.
Після демобілізації 1947 року повернувся до Луганська, закінчив живописне відділення училища.
1955 року закінчив Київський художній інститут, навчався у В. Касіяна, І. Плещинського, М. Хмелька. В НСХУ З 1958.
Робив плакати до кінофільмів.
1968 року Дзюбан з художниками О. Вороною та Ю. Ільченком оформляє стіни підземного переходу на Хрещатику в Києві біля площі Калініна (Майдан Незалежності).
Заслужений художник УРСР — 1974. Нагороджений: орденами Червоної зірки (1945), Вітчизняної війни І ступеня (1985), медалями.
Жив та працював у Києві.

## Виноски
1. ↑  Наголос подано за: О. В. Безкоровайна, Л. М. Гутник (2007). Дзюбан  Іван Феодосійович. Енциклопедія сучасної України (електронне видання). Інститут енциклопедичних досліджень НАН України. Архів оригіналу за 7 листопада 2017. Процитовано листопад 2017.